# Coniston Cold
Coniston Cold är en by och en civil parish i North Yorkshire i England. Civil parish har 186 invånare (2001).